# Distrito de Jinwan

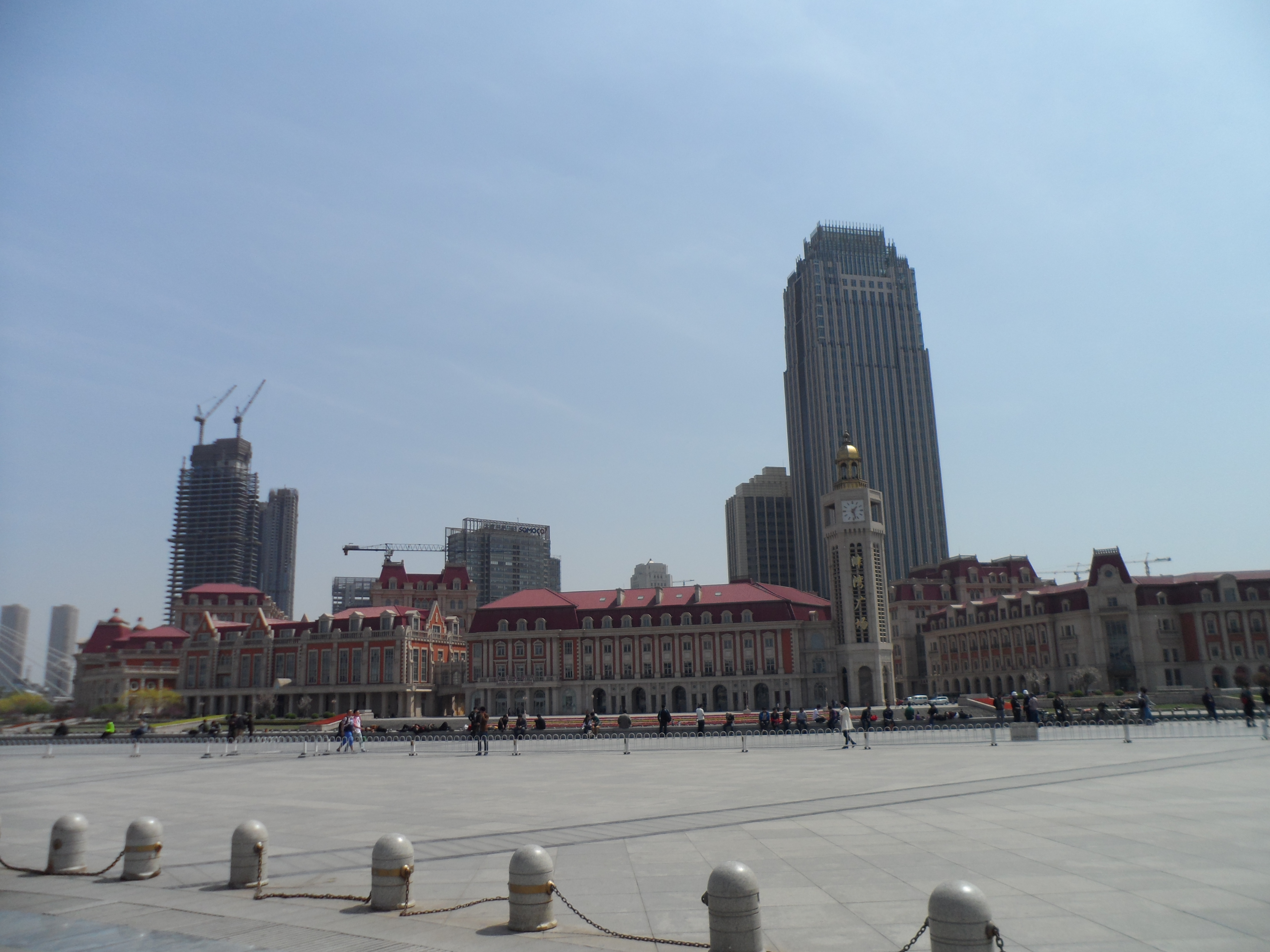

El Distrito de Jinwan ( en chino tradicional, 金灣區; en chino simplificado, 金湾区; pinyin, Jīnwān Qū; jyutping, gam1waan1 keoi1; literalmente, ‘Bahía Dorada’ ) es un distrito de Zhuhai, provincia de Cantón, China.
El aeropuerto de Zhuhai Jinwan está en el distrito.

## Subdistritos
| Nombre                                      | Nombre            | Chino ( S ) | Hanyu Pinyin | Población (2010) | Área (km 2 ) |
| ------------------------------------------- | ----------------- | ----------- | ------------ | ---------------- | ------------ |
| Pueblo de Sanzao                            | Pueblo de Sanzao  | 三灶镇      | Sanzào Zhèn  | 82.221           | 96.00        |
| Ciudad de Hongqi                            | Ciudad de Hongqi  | 红旗镇      | Hóngqí Zhèn  | 67.631           | 150.00       |
| Zhuhai Gaolanggang Zona Económica Portuaria | Ciudad de Pingsha | 平沙镇      | Píngshā Zhèn | 67.149           | 197.00       |
| Zhuhai Gaolanggang Zona Económica Portuaria | ciudad de Nanshui | 南水镇      | Nánshuǐ Zhèn | 36.962           | 100.00       |